# James Berardinelli
James Berardinelli (New Brunswick, 25 settembre 1967) è un critico cinematografico e scrittore statunitense.
Creatore di ReelThoughts, per cui viene considerato come "top critic" da Rotten Tomatoes, ha inoltre pubblicato due raccolte di recensioni di film in DVD. È inoltre conosciuto come autore di libri fantasy, grazie alla trilogia uscita tra il 2015 e il 2016 The Last Whisper of the Gods.

## Biografia
Nato nel 1967 a New Brunswick (New Jersey), Berardinelli è cresciuto a Morristown. All'età di nove anni, la sua famiglia si trasferì a Cherry Hill dove frequentò la Cherry Hill High School East, spostandosi poi a Piscataway. Frequentò l'Università della Pennsylvania dal 1985 al 1990, ottenendo sia un Bachelor of Science, sia una laurea magistrale in ingegneria elettrica. Dopo gli studi, cominciò a lavorare per la Bellcore Company, ora iconectiv, occupandosi per i successivi 15 anni di fibre ottiche, video testing e sviluppo di software.
Nel 1993, iniziò a pubblicare recensioni cinematografiche su Usenet, a partire da Scent of a Woman - Profumo di donna del 1992. Poco dopo aprì il blog ReelThoughts presso Reelviews.net, per il quale Roger Ebert si riferì a Berardinelli come il "miglior critico cinematografico sul Web". scrivendo inoltre una prefazione a Reelviews, una raccolta delle sue recensioni. Berardinelli è inoltre membro della Broadcast Film Critics Association ed è un "top critic" di Rotten Tomatoes.
Nel settembre 2013, Berardinelli announciò che si sarebbe occupato della creazione di una trilogia di romanzi fantasy, The Last Whisper of the Gods. Il primo libro venne pubblicato nel novembre 2015, il secondo a gennaio 2016 e il terzo nel marzo 2016.

## Opere
- Berardinelli, James (2003) ReelViews : The Ultimate Guide to the Best 1,000 Modern Movies on DVD and Video, ISBN 1-932112-06-5
- Berardinelli, James (2005) ReelViews 2: The Ultimate Guide to the Best 1,000 Modern Movies on DVD and Video, 2005 Edition,  ISBN 1-932112-40-5
- Berardinelli, James (2015) The Last Whisper of the Gods, ASIN B-016IWS-UN-M
- Berardinelli, James (2016) The Curse of the Gift, ASIN B-019CPR-EH-K
- Berardinelli, James (2016) The Shadow of the Otherverse, ASIN B-01BRSW-VH-S
- Berardinelli, James (2017) The Lingering Haze, ISBN 1-520762-02-X